# Roussanivka
Roussanivka (en ukrainien : Русанівка) est une île artificielle et un quartier de Kiev, en Ukraine.
Entourée d'un canal qui est un défluent artificiel du fleuve Dniepr, l'île est située sur la rive gauche du fleuve, c'est-à-dire l'est de la capitale.

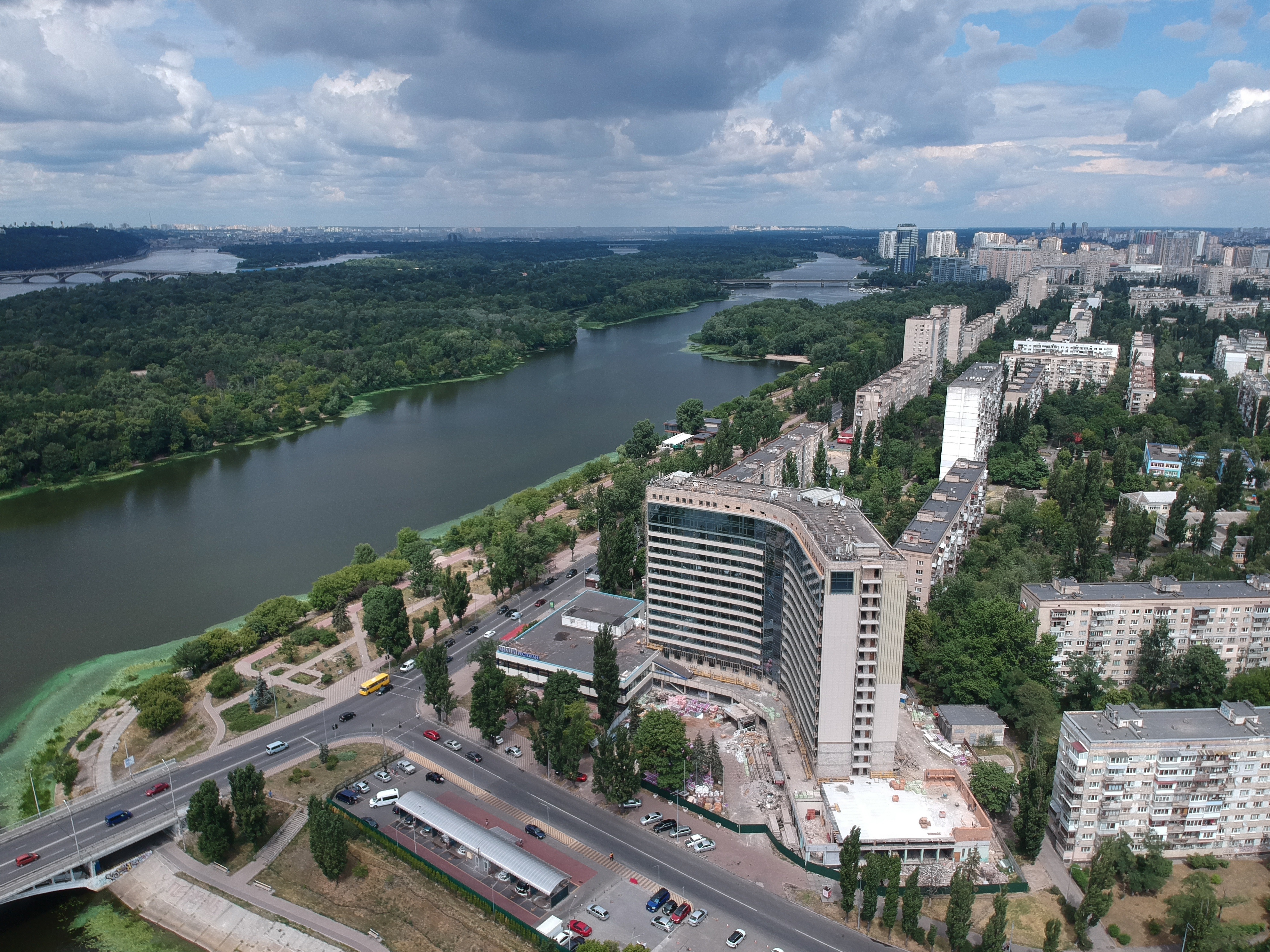
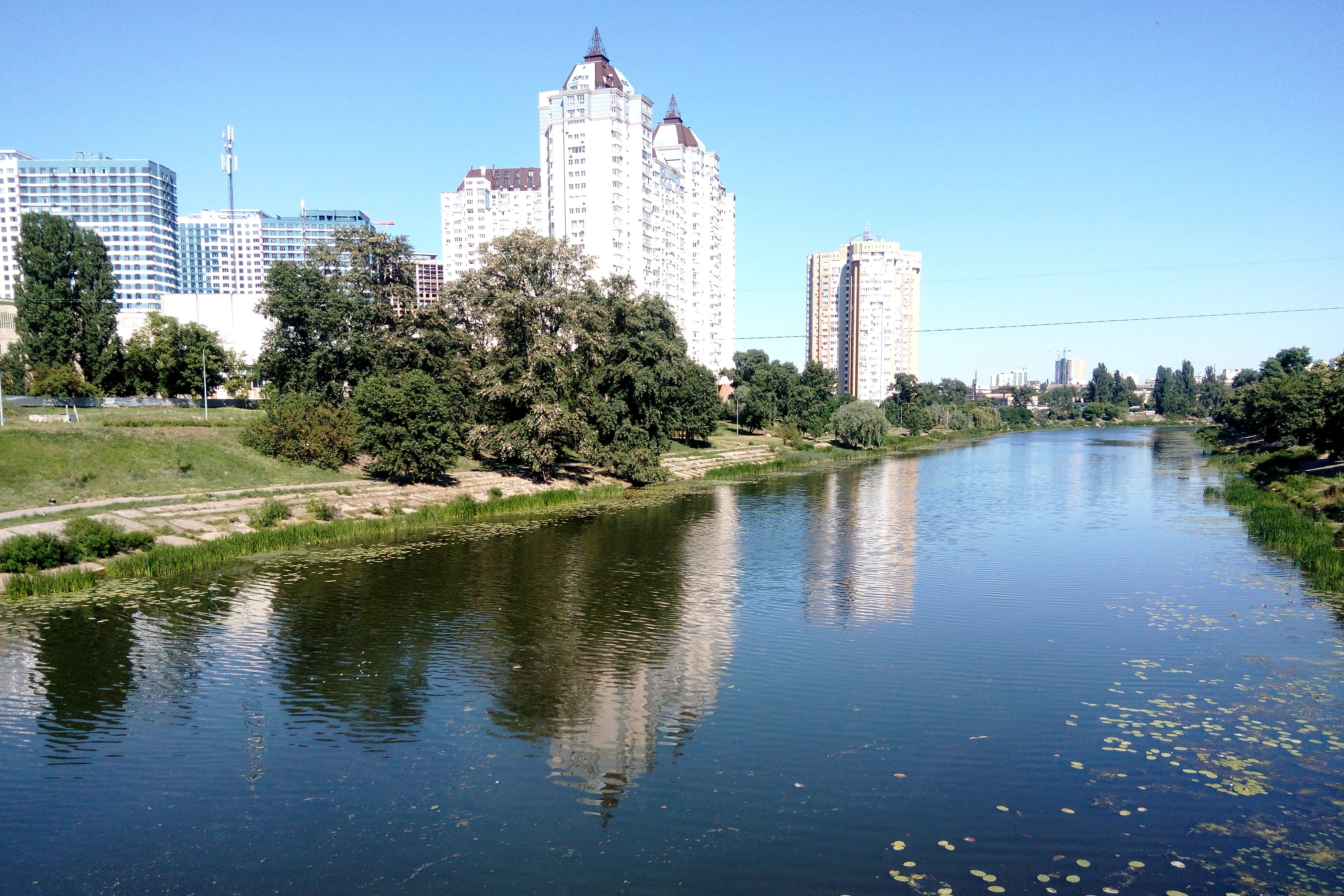